# Banksia lemanniana
Espèce
Classification APG III (2009)
Banksia lemanniana communément appelé la lanterne jaune Banksia ou Banksia du Lemann, est une espèce d'arbuste du genre Banksia de la famille des Proteaceae. Elle pousse au centre et à l'est de la côte sud de l'Australie.
L'arbuste atteint généralement une hauteur de 5 mètres, avec des feuilles dentelées raides, et exceptionnellement des inflorescences pendantes. La floraison a lieu au cours de l'été, les bourgeons verdâtres se développent en fleur ovales.
Décrite par Carl Meissner en 1856, la plante est nommée en l'honneur de Charles Morgan Lemann. C'est une des trois ou quatre espèces ayant des inflorescences apparentes. Aucune sous-espèces n'est connue. Banksia lemanniana n'est pas une espèce menacée de disparition, contrairement à de nombreux banksias australiennes.